# Nieuwe Rotterdamsche Courant
Le Nieuwe Rotterdamsche Courant, puis Nieuwe Rotterdamse Courant à partir de 1947, est un quotidien libéral néerlandais, fondé en 1844.
Il a fusionné avec le quotidien d'Amsterdam, l'Algemeen Handelsblad, pour former le NRC Handelsblad en 1970.

## Histoire
Il est le premier journal néerlandais en 1877 à connaître deux éditions quotidiennes : une le matin et une à midi.
En 1907, une naamloze vennootschap est créée qui associe le Nieuwe Rotterdamsche Courant et le journal haguenois Het Vaderland.
Pendant l'occupation allemande, le journal est repris par des collaborationnistes et l'occupant allemand. Après la guerre le gouvernement interdit l'utilisation de son ancien nom et le journal devient le Nationale Rotterdamsche Courant jusqu'en 1947, année où il reprend son nom original avec une orthographe modernisée en Nieuwe Rotterdamse Courant,.
Entre-temps et au sortir de la guerre, la société éditrice de NRC lance un nouveau journal le 26 avril 1946, l'Algemeen Dagblad.

## Annexe